# جيمس بريت (سياسي)
جيمس بريت (بالإنجليزية: James Brett)‏ هو سياسي أمريكي، ولد في 22 ديسمبر 1949. حزبياً، نشط في الحزب الديمقراطي. وقد انتخب عضو مجلس نواب ماساتشوستس.